# إلفيرا باش
إلفيرا باش (بالألمانية: Elvira Bach)‏ هي رسامة ألمانية، ولدت في 22 يونيو 1951 في Neuenhain ‏ في ألمانيا.